# Luís Tarallo
Luís Cláudio Cicchetto Tarallo (Louveira, 27 maggio 1966) è un allenatore di pallacanestro brasiliano.

## Carriera
Dal 2011 al 2012 è stato l'allenatore della Nazionale di pallacanestro femminile del Brasile, che ha guidato ai Giochi olimpici di Londra 2012.